# Scotinella brittoni
Scotinella brittoni är en spindelart som först beskrevs av Willis J. Gertsch 1941.  Scotinella brittoni ingår i släktet Scotinella och familjen flinkspindlar. Inga underarter finns listade i Catalogue of Life.